# 栃尾線
栃尾線（日语：／）是一條由越後交通營運，從長岡市的悠久山站出發，經長岡站和見附市的上見附站，連接栃尾市（現・長岡市）栃尾站的鐵路線（輕便鐵路），現已廢除。

## 概要
此路線是以長岡站從為中心，連接至長岡市東部的輕便線。由於路線前身是由栃尾鐵道營運（同名路線），因此通稱為 栃鐵（日语：／），而細小的車輛設有「火柴盒」之暱稱。
栃尾鐵道是在日本輕便鐵路中，少數設有急行和快速列車之班次。在大正末期引入汽油列車時期，也少有地於車上設有女性服務員接客。而此路線也是首批改造為現代化中小型鐵路之一，當中把鐵路全線電氣化、CTC化（部分區間），以及引入架懸式驅動方式的新車。當時栃尾鐵道除了鐵路業務外，還有巴士路線業務、棒球場業務、酒店業和營運遊樂園業務等，於沿線進行觀光開發，以吸引乘客使用鐵路服務。後來，新潟縣中越地方的鐵路和巴士公司一共三間公司合併為越後交通。而此路線也成為越後交通的栃尾線。沿線居民仍然稱呼此路線為「栃鐵」。最後此路線在1975年全線廢除，轉為越後交通的巴士路線。

### 路線資料

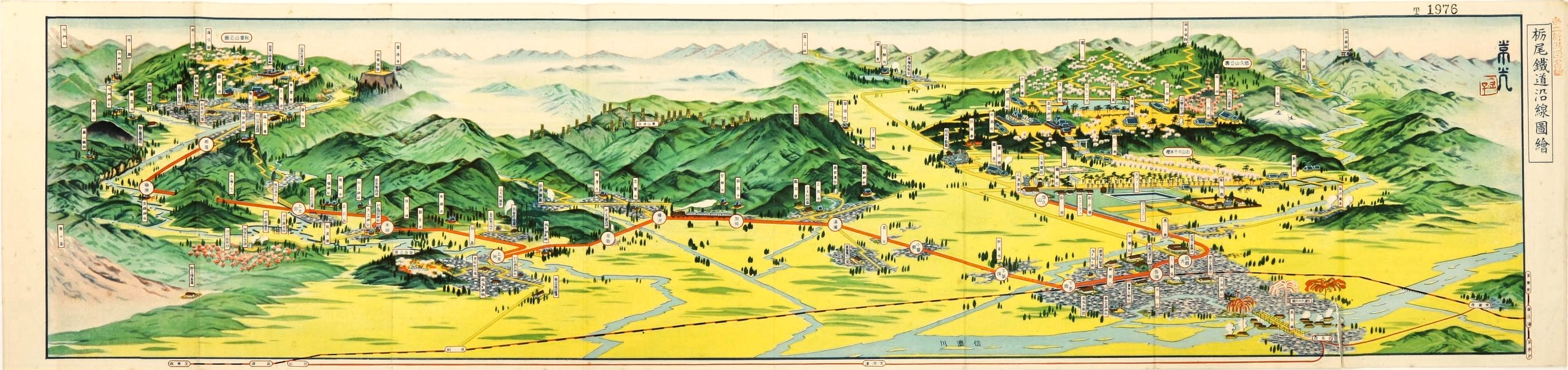
《栃尾鐵道沿線圖繪》（栃尾鐵道，昭和2年發行）。新潟縣立圖書館收藏

- 路線距離（營業距離）：26.5公里
- 軌距：762毫米
- 車站數目（包含起終點站）：25座
- 雙線區間：全線單線
- 電氣化區間：全線（直流750伏特）

## 歷史
- 1913年（大正2年）
  - 6月23日 - 批出鐵路許可狀予長尾鐵道（古志郡富曾龜村（日语：富曽亀村） - 同郡栃尾町）[4]。
  - 12月26日 - 長尾鐵道株式會社成立[5][6][f]。
- 1914年（大正3年）
  - 3月31日 - 臨時股東大會提案和決議把公司名稱改變[f]。
  - 5月1日 - 公司改名為「栃尾鐵道株式會社」。
  - 6月20日 - 開始動工興建鐵路。
  - 10月20日 - 批出鐵路許可狀（古志郡富曾龜村 - 長岡市）[8]。
- 1915年（大正4年）
  - 2月14日 - 栃尾鐵道浦瀨至栃尾之間（10.0英里≒16.1公里）開業[9]。
  - 6月5日 - 下長岡至浦瀨之間（2.7英里≒4.35公里）開業[10]。
  - 6月28日 - 小曾根站、椿澤站、耳取站、明晶站[c]、本明站和上太田站啟用[11]
  - 8月29日 - 宮下站啟用[12]。
- 1916年（大正5年）
  - 1月14日 - 榆原站啟用[13]。
  - 9月9日 - 長岡至下長岡之間（1.0英里≒1.6公里）開業，同日下新保站啟用[14][15]
  - 12月 - 總部遷移（長岡市城內町 → 同市台町3丁目）[16]。
  - 12月6日 - 神田口站啟用[17][14]。
- 1917年（大正6年）9月12日 - 批出敷設輕便鐵道延長線許可（新潟縣長岡市城內町 - 同縣古志郡栖吉村之間，1.48英里）[18]。
- 1918年（大正7年）9月26日 - 敷設輕便鐵道延長線許可失效（新潟縣長岡市城內町 - 同縣古志郡栖吉村之間，原因：在指定期限內未有申請工程施工許可，官報刊登日）[19]。
- 1919年（大正8年）12月25日[g] - 上見附站被遷移[20]。
在同年11月發行的新聞報導中，車站遷移後，路線延長1.0英里（80鏈，約1.6公里）。同時調整了車費[21]。
- 1922年（大正11年）5月30日 - 批出敷設鐵路延長線許可（新潟縣長岡市城內町（長岡） - 同縣古志郡栖吉村（悠久山）之間，1.60英里）[22]。
- 1924年（大正13年）5月1日 - 悠久山至長岡之間（1.8英里≒2.9公里）開通，全線開通[23]。
- 1925年（大正14年） - 引入「瓦斯倫自動客車」（即單端式汽車列車）。雖然在軌道線上，不是首條私鐵引入同類列車[h]，但是卻在地方鐵路中，首條路線引入同類列車。
- 1926年（大正15年）7月28日 - 發生栃尾鄉大水災，使路基受損。上見附至耳取之間長期暫停營業[24]。
- 1927年（昭和2年）
  - 7月[i] - 椿澤站遷移。附近的走線也有改動[j]
  - 9月22日 - 批出敷設鐵路延長線許可（新潟縣長岡市四郎丸町 - 同市荒屋敷町之間，1.08英里）[25]。
- 1929年（昭和4年） - 上北谷站（第一代）改名為太田站，上太田站改名為上北谷站。
- 1930年（昭和5年）10月1日 - 輕便鐵道延長線的敷設許可失效（新潟縣長岡市四郎丸町 - 同市荒屋敷町之間，原因：在指定期限內未有申請工事施工許可，官報刊登日）[26]。
- 1936年（昭和11年）5月 - 取消混合列車安排[k]
- 1936年（昭和11年）5月1日 - 袋町站啟用。
- 1937年（昭和12年）3月22日 - 在小曾根站附近發生列車正面相撞事故，25人傷[28]。
- 1938年（昭和13年）
  - 3月24日 - 加津保至椿澤之間發生列車正面相撞事故，有死傷者[28]。
- 1939年（昭和14年）1月1日 - 神田口站被廢除[29]。
- （在1937年至1946年之間這段時期，下長岡站被遷移）
- 1948年（昭和23年）
  - 4月26日 - 全線600伏特電氣化。這是終戰後為了解決燃料不足而進行的緊急工程。前年完成上越線電氣化工程後，在國鐵東京鐵道局的電工指導下，沿線市町村寄贈了電線柱，從福島電氣鐵道購入二手回轉變流機，從國鐵收入電氣化鐵路所需的用品，以短時間實現鐵路電氣化（低伏特規格）。同時，把現存的內燃列車改裝為電動列車。
  - 12月24日 - 長岡至栃尾之間的閉塞從電話電報閉塞變為電氣路籤閉塞[l]
- 1951年（昭和26年） - 在下新保站（日语：下新保駅）與小曾根（日语：小曽根駅）之間建設土木工程專用支線[31]。
- 1952年（昭和27年） - 從仙台鐵道（日语：仙台鉄道）購入十架敞車[31]
- 1953年（昭和28年）
  - 6月11日 - 名木野站啟用。
  - 7月15日 - 土合口站和高校前站啟用。開設準急班次。
- 1955年（昭和30年）5月15日 - 東神田站啟用[a]。
- 1956年（昭和31年）
  - 6月 - 引入垂直架懸式驅動方式驅動的電動列車。
  - 9月15日 - 架空電纜電壓從600伏特升至750伏特。
  - 11月20日 - 公司名稱改為「栃尾電鐵」。
  - 12月1日 - 四郎丸站改名為大學前站，東神田站改名為家政高校前站[a]。
- 1957年（昭和32年）4月 - 高松宮宣仁親王乘車以便參加同月3日舉行的滑雪比賽[35]。
- 1958年（昭和33年）2月12日 - 延長至西新町的許可（1952年批准）被失效。
- 1960年（昭和35年）10月1日 - 與長岡鐵道、中越自動車，三間公司合併為「越後交通」。路線名稱定為栃尾線。
- 1961年（昭和36年）
  - 7月1日 - 車輛的車鉤由朝顔型變更為威利森式自動連結器[m]。
  - 12月11日 - 悠久山 - 上見附引入CTC。
- 1965年（昭和40年） - 由於建設道路，上見附站被遷移[37]
- 1966年（昭和41年）6月 - 總體控制（HL + AMM）車輛開始使用。
- 1967年（昭和42年）11月14日 - 廢除貨運列車。
- 1970年（昭和45年）5月1日 - 家政高校前站改名為中越高校前站[a]。
- 1973年（昭和48年）4月16日 - 上見附至栃尾（10.4公里）和悠久山至長岡（2.8公里）之間被廢除，改為由同公司提供的巴士服務[38][39]。
- 1975年（昭和50年）4月1日 - 長岡至上見附（13.2公里）之間被廢除，越後交通栃尾線全線廢除。長岡至上見附之間改為由同公司提供的巴士服務。

## 車站列表
- 所有車站都是在新潟縣內。
- 所在地的市町村名和接續路線的公司名稱都是取自廢線一刻。
- （　　　）內是開業時的站名。

| 中文站名                        | 日文站名 | 英文站名                                   | 站間 距離 | 營業 距離 | 接續路線                       | 所在地 | 廢站日        |
| ------------------------------- | -------- | ------------------------------------------ | --------- | --------- | ------------------------------ | ------ | ------------- |
| 悠久山                          |          | Yūkyūzan                                   | -         | 0.0       |                                | 長岡市 | 1973年4月16日 |
| 長倉                            |          | Nagakura                                   | 0.6       | 0.6       |                                | 長岡市 | 1973年4月16日 |
| 土合口                          |          | Doaiguchi                                  | 0.9       | 1.5       |                                | 長岡市 | 1973年4月16日 |
| 大學前（四郎丸）                | （）     | Daigakumae(Shiroumaru)                     | 0.4       | 1.9       |                                | 長岡市 | 1973年4月16日 |
| 高校前                          |          | Kōkōmae                                    | 0.4       | 2.3       |                                | 長岡市 | 1973年4月16日 |
| 長岡                            |          | Nagaoka                                    | 0.5       | 2.8       | 日本國有鐵道：信越本線、上越線 | 長岡市 | 1975年4月1日  |
| 袋町                            |          | Fukuromachi                                | 0.7       | 3.5       |                                | 長岡市 | 1975年4月1日  |
| 神田口                          |          | Kandaguchi                                 | 0.2       | 3.7       |                                | 長岡市 | 1939年1月1日  |
| 東神田（家政高校前→中越高校前） | （→）    | Higashi-Kanda(Kaseikōkōmae→Chūetsukōkōmae) | 0.2       | 3.9       |                                | 長岡市 | 1975年4月1日  |
| 下長岡                          |          | Shimonagaoka                               | 0.3       | 4.2       |                                | 長岡市 | 1975年4月1日  |
| 下新保                          |          | Shimoniibo                                 | 1.2       | 5.4       |                                | 長岡市 | 1975年4月1日  |
| 小曾根                          |          | Kozone                                     | 1.2       | 6.6       |                                | 長岡市 | 1975年4月1日  |
| 宮下                            |          | Miyashita                                  | 0.9       | 7.5       |                                | 長岡市 | 1975年4月1日  |
| 浦瀨                            |          | Urase                                      | 1.2       | 8.7       |                                | 長岡市 | 1975年4月1日  |
| 加津保                          |          | Katsubo                                    | 1.5       | 10.2      |                                | 長岡市 | 1975年4月1日  |
| 椿澤                            |          | Tsubakizawa                                | 1.8       | 12.0      |                                | 見附市 | 1975年4月1日  |
| 耳取                            |          | Mimitori                                   | 1.5       | 13.5      |                                | 見附市 | 1975年4月1日  |
| 名木野                          |          | Nagino                                     | 1.5       | 15.0      |                                | 見附市 | 1975年4月1日  |
| 上見附                          |          | Kami-Mitsuke                               | 1.0       | 16.0      |                                | 見附市 | 1975年4月1日  |
| 明晶                            |          | Myōshō                                     | 2.2       | 18.2      |                                | 見附市 | 1973年4月16日 |
| 本明                            |          | Honmyō                                     | 1.6       | 19.8      |                                | 見附市 | 1973年4月16日 |
| 太田（上北谷）                  | （）     | Ōda(Kami-Kitadani)                         | 1.3       | 21.1      |                                | 見附市 | 1973年4月16日 |
| 上北谷（上太田）                | （）     | Kami-Kitadani(Kami-Ōda)                    | 0.8       | 21.9      |                                | 見附市 | 1973年4月16日 |
| 榆原                            |          | Nirebara                                   | 2.6       | 24.5      |                                | 栃尾市 | 1973年4月16日 |
| 栃尾                            |          | Tochio                                     | 2.0       | 26.5      |                                | 栃尾市 | 1973年4月16日 |

## 廢線後的狀況

長岡站 - 栃尾站沿線地區巴士路線圖。

在廢線後，雖然路軌已被撤走，但是除了市區等部分地方外，大部分位置還可確認是廢線遺址。現時路軌遺址變為行人路。部分位置還保留了跨線橋。以下為廢線遺址的現況。
- 長岡站東口靠近悠久山一方的廢線遺址變為單車停泊場[40]。隨後直至栖吉川前，除了部分地段變為私人土地外，其他路段建設了行人路。在國道352號 (日本)附近的廢線遺址處還有機車車輪紀念碑[41]。
- 在見附市內的新潟縣道19號見附栃尾線（日语：新潟県道19号見附栃尾線）與路軌遺址並行。路軌遺址經過刈谷田川的鐵橋後，直至上北谷站之間的區間均變為中部北陸自然步道[42][43]和刈谷田單車徑[44][45]。在2014年（平成25年），椿澤至耳取之間約3公里的廢線遺址變為了單車徑，該單車徑與見附市道並行。
另外，在1973年已經廢除的北谷至榆原之間的牛嶺隧道。經過擴寬工程後，變為縣道19號線的行車隧道。
- 舊耳取站附近至國道8號繞道相交處之間的廢線遺址基本上沒有變化，停留在廢線當刻的情況，還遺留了路基。
- 悠久山、浦瀨、上見附、栃尾各站遺址的站舍被用作營業所辦公室（浦瀨站舍除外）、巴士總站和巴士候車處，這些站舍一直被使用，直至平成時代。隨後這些建築物在2000年前被撤走。
  - 耳取站月台和候車室變為耳取巴士站的候車室。(截至2019年6月)

另外截至2019年5月，越後交通設有以下巴士路線行走廢線區間。
- （急行）長岡站大手口 - 見附本町 - 小貫（或榆原） - 栃尾車庫
- （快速）長岡站東口 - 新榎隧道（日语：新榎トンネル）（或桑探峠） - 栃尾車庫
- 長岡站東口 - 浦瀨 - 名木野（或耳取） - 上見附車庫
- 長岡站東口 - 悠久山公園（日语：悠久山公園）入口 - 悠久山
- 長岡站東口 - 地域振興局 - 悠久山 - 成願寺（日语：成願寺温泉）

## 車輛

### 蒸氣機車
- 1號 - 當青梅鐵道開業時從英國引入Kerr, Stuart製造，窄軌專用7.1公噸煤水櫃機車（機車軸式 0-4-2）。機車在1894年（明治27年）製造。在青梅鐵道時代，機車編號為1號機。當轉讓至栃尾鐵道時，繼續承繼該編號，仍然是1號機[47]。
- 3號 - 前青梅鐵道3號機，由德國克勞斯-瑪菲製造的煤水櫃機車（機車軸式 0-4-0）[47]。與1號機同樣，在青梅鐵道時代也是使用相同編號。
- 5號 - 由德國Orenstein & Koppel製造的7公噸B型煤水櫃機車。在1920年（大正9年）製造。在電氣化後賣給九十九里鐵道（日语：九十九里鉄道#鉄道（軌道）事業（廃止））[47]。
- 6號 - 由德國Orenstein & Koppel製造的12.27公噸C型煤水櫃機車（機車軸式0-6-0）。在1922年（大正11年）製造[47]。與一畑輕便鐵道4號機車、井笠鐵道6號機（日语：井笠鉄道機関車第4号形蒸気機関車）屬同一型號。在電氣化後，一架同款機車（編號不明）賣給沼尻鐵道（日本硫黄沼尻鐵道部）（日语：磐梯急行電鉄）。

另外，在合併前的長岡鐵道也有5號機和6號機（煤水櫃機車），這兩架機車由Orenstein & Koppel製造。但是軌距、和製造年份與栃尾鐵道的機車不同。
- 12號 - 1943年（昭和18年）由立山重工業（日语：立山重工業）製造的國產機車。在電氣化後，一架同型號的機車（編號不詳[o]）賣給大分交通。因此實際上，機車在栃尾鐵道服役時間不長[47]。
- 15號 - 前鐵道省Ke203（日语：国鉄ケ200形蒸気機関車）。在特殊狹軌線（日语：国鉄の特殊狭軌線）時代，機車在魚沼線上行走。在電氣化後，機車一直保留至1956年退役為止。

### 客車
- HoHa1形 - 設有開放式甲板的木製轉向架客車。在1964年（昭和39年），於自家工場把車身加上鋼板，把客車簡單鋼體化。後來加裝了外掛門，雙重屋頂，車窗使用H形橡膠支撐。營造了一個特別的風格。
  - HoHa1・2 - 在1914年（大正3年）由日本車輛製造。車內設有1等和2等座位，因此車窗排列不規則[48]。
  - HoHa5・6 - 在1914年（大正3年）由日本車輛製造。新製造時為2等車廂[48]。
  - HoHa7・8 - 在1916年（大正5年）由大日本軌道（日语：大日本軌道）製造。新製造時為3等車廂[48]。
- HoHa10 - 在1954年（昭和29年）從前青梅鐵道引入的兩軸客車Ha10和Ha11（都是在1894年（明治27年）製造）。引入後把兩架車的車身合併而成，成為一架轉向架客車。當初設有開放式甲板，後來改裝為箱型車身，車身設有外掛門。
- HoHa11 - 前西武軌道線（後來變為都電杉並線（日语：都電杉並線））250形265。在1928年（昭和3年）由汽車會社製造的木製電動列車。在引入後進行改裝，成為一架設有開放式甲板的客車。在總體控制化前已經退役（詳細退役日期不明）。
- HoHa12 - 前石川鐵道（現時：石川鐵道石川線）Na2→Ro13。在1915年（大正4年）由日本車輛製造。為一架設有開放式甲板的木製轉向架客車。在1925年（大正14年）從石川鐵道引入。在1945年（昭和20年）轉讓至藤相線→駿遠線，車型編號由HoHaOFu21改變為Ha21。
- HoHa13（第一代） - 參見「#電動列車」MoHa206。
- HoHa13（第二代） - 參見「#電動列車」MoHa201-203。
- HoHa17・18 - 在1923年（大正12年）由汽車會社製造。前身是前草輕電氣鐵道（日语：草軽電気鉄道）HoHaNi17·18，8米級小型客車。
- HoHa20·21 - 在1950年（昭和25年）由自家工場製造的轉向架客車。該客車設有深圓形屋頂。HoHa21後來被進行大改裝，包括加裝電力設備和車身改裝，編號改為MoHa211。有關後來的經歷，可參見#電動列車一節。
- HoHa22 - 參見「#電動列車」MoHa201-203。
- HoHa23 - 前江之島鎌倉觀光（現時：江之島電鐵）100形（日语：江ノ島電気鉄道100形電車）115。在1957年（昭和32年）7月引入。當初預定車輛編號為KuHa101，但是由於控制系統問題，使車輛不能使用駕駛室，成為一架設有駕駛室的客車。在1966年（昭和41年）7月29日，該客車編號改為KuHa111，直至全線廢除為止。轉向架是源自前同和礦業小坂鐵道（日语：小坂製錬小坂線）的客車MoHa211。而該車輛在江之島鎌倉觀光服役前，最初是在武藏中央電氣鐵道（日语：武蔵中央電気鉄道）服役，當時的型號為1形（日语：武蔵中央電気鉄道1形電車）6（1929年（昭和4年），由日本車輛製造）。後來在1938年（昭和13年）才轉讓至江之電。
- HoHa24 - 在1931年（昭和6年）由小松工業所製造。前身是汽油列車Ki6→KiHa110。後來曾電動列車化，成為MoHa204。隨後再改裝為客車。
- HoHa25 - 參見「#電動列車」MoHa201-203。
- HoHa27 - 參見「#電動列車」MoHa206。
- HoHa28・29 - 參見「#電動列車」MoHa101・102。
- HoHa30 - 前小坂鐵道Ha10。為一架轉向架車，在甲板部分設有上落門。
- HoHa50 - 前草輕電氣鐵道HoHa23。當初是一架獨立的客車HoHa26。後來為了總體控制化而進行改裝，使該車輛變為拖卡SaHa305。隨後再次變回客車。
- Ha2・5-8 - 在1963年（昭和38年）從小坂鐵道引入。設有開放式甲板的轉向架車。該車輛一直停泊在加津保站和長岡車庫，實際上沒有被營運，而是被視作一架零件車。當中HoHa23→KuHa111的轉向架是取自此車。

### 汽油列車
除了下列的列車外，還有其他列車。所有列車都是汽油列車。並且都是為了此路線而新製造。
- Ki3 - 在1929年（昭和4年）得到設計許可，由松井車輛製作所製造的單邊轉向架車。載客量40人。後來車身兩端設置了行李架。在1943年（昭和18年）7月改編號為KiHa105。在戰後隨著鐵路電氣化，於1948年（昭和23年）3月轉讓給東急電鐵，並且加裝主電動機，變為一架電動列車MoHa203。有關後來的經歷，可參見#電動列車一節。
- Ki4・5 - 在1930年（昭和5年）得到設計許可，由松井車輛製作所製造。該兩架列車是Ki3的增購列車。當初設有行李架。與Ki3同樣，後來改編號為KiHa106・107，以及改造為電動列車MoHa201・202。有關後來的經歷，可參見#電動列車一節。
- Ki6 - 在1931年（昭和6年）得到設計許可，由小松工業所製造。與Ki3-5同樣，後來改編號為KiHa110，以及改造為電動列車MoHa204。隨後再改裝為客車HoHa24。
- KiHa7 - 在1932年（昭和7年）得到設計許可，由日本車輛東京支店製造。為一架全長10米的轉向架車。當初設有行李架。與Ki3-5同樣，後來改編號為KiHa111，以及改造為電動列車MoHa205。有關後來的經歷，可參見#電動列車一節。

### 電力機車
- DeKi50 - 原本該機車是草輕電氣鐵道（日语：草軽電気鉄道）DeKi50（日语：草軽電気鉄道デキ12形電気機関車），在1947年（昭和22年）6月引入。在引入，草輕的獨特集電弓（垂直式集電弓）被更換為菱形集電弓。由於功率較小（37kW×2）加上重心較高，因此行駛時會比較搖晃。最後在1954年（昭和29年）10月暫停行走，在1961年（昭和36年）4月10日退役。
- ED51 - 在1949年（昭和24年）由日立製作所水戶工場製造的15公噸級機車（輸出功率168kW）。該機車用作牽引貨運列車。機車兩端設有甲板，車身為箱形。車身中央設有一個菱形集電弓。在1967年（昭和42年）廢除貨運後，變為只於早上牽引通勤列車。後來隨著客量減少，通勤列車於1969年（昭和44年）被廢除。該機車便用作除雪和維護路軌時使用。後來隨著部分路段被廢除，此機車於1972年度（昭和47年度）退役。

### 電動列車
MoHa201-206、MoHa209・210在新製或改造當初採用了體懸式驅動方式。每架列車均搭載一（汽油列車改造車）或兩個（自家工場製車）東急二手電動機（輸出56kW）。除了MoHa209外，在1960年（昭和35年）起開始改裝，從軸懸式驅動方式改為垂直架懸式驅動方式，或者直接改裝為無動力控制車。
- MoHa101・102（日语：草軽電気鉄道モハ100形電車#ホハ28・29（←草軽モハ101・102）） - 前草輕電氣鐵道MoHa100形（日语：草軽電気鉄道モハ100形電車）MoHa101・102。在1961年（昭和36年），草輕電氣鐵道部分區間廢線之際引入至栃尾電鐵。後來改裝為客車，成為HoHa28・29。在1966年（昭和41年），車身貫通化和改裝為總體控制化，成為SaHa302・303。
- MoHa200（日语：草軽電気鉄道モハ100形電車#モハ200（←草軽モハ105）） - 前草軽電氣鐵道MoHa100形MoHa105。上述提及在引入DeKi50同時也接收此列車。為了準備電氣化開業，此列車被用作訓練乘務員。在引入後，列車的輸出功率曾經兩次增加（26kW×2→42kW×2→55.95kW×2）。在1959年（昭和34年）9月，列車從軸懸式驅動方式改為垂直架懸式驅動方式。在1972年（昭和47年）6月30日把電力裝置拆除，成為SaHa306。在全線廢線前還在服役。在廢線後再次裝上車頭燈[p]，並且把外觀復原為電動列車時代，放置在長岡市宮本町國道8號旁的得來速·觀音山會館作靜態保存。人們可進入車內參觀，內裡可看到精品商店和餐廳廣告。在2002年由於日久失修被拆毀[49][50]。
- MoHa201-203 - 上述提及，KiHa106、107、105經過改裝後變為MoHa201-203。MoHa201在汽油列車時代的行李架被撤去，車身也被延長。另外兩架於1953年（昭和28年）1月也進行同樣改裝。特別是MoHa202，行李架的側面不是使用柵欄，而是一塊板。在進行車身延長改裝後，MoHa201車頭設有4個車窗，而MoHa202・203則只有3個。在1954年（昭和29年）至1955年（昭和30年），三架車均改裝為雙面轉向架。由於列車內只有一個電動機，造成力量不足問題。在1957年（昭和32年）至1966年（昭和41年），便把電力裝置拆除，變為客車HoHa22・HoHa25和HoHa13（第2代）。HoHa13在1972年（昭和47年）1月14日退役，其餘兩架於部分區間廢除時退役。
- MoHa204 - 參見「#客車」HoHa24和「#汽油列車」Ki6。該列車與MoHa205的初期相似，車頭設有2個車窗。
- MoHa205 - 上述提及，KiHa111經改裝為變為MoHa205。在1953年（昭和28年），車身延伸至行李架部分。在1958年（昭和33年），車身延長至13米。車頭的2塊車窗貫通為一塊。該列車更換了數次轉台架和電動機，最終把列車總體控制化和裝上四個電機機（大功率輸出），使列車可牽引拖卡和控制車。
- MoHa206 - 在1915年（大正4年）由日本車輛製造，當時為前石川鐵道（現時：北陸鐵道石川線）開放式甲板木製轉向架客車Na3→Ro14。在1925年（大正14年）引入至栃尾鐵道，成為第一代HoHa13。在1944年（昭和19年）改裝為汽油列車，成為KiHa112。在1951年（昭和26年）改裝為電動列車。在1961年（昭和36年）拆除電力裝置，變回客車，成為HoHa27。此列車設有三門，中間的車門是雙門。風格就像行李列車。有一段時期，駕駛台部分改裝為流線形（就像日本國鐵KiHa07形柴油列車（日语：国鉄キハ07形気動車））。
- MoHa207（日语：草軽電気鉄道モハ100形電車#モハ207（←草軽モハ104）） - 前草輕電氣鐵道MoHa100形MoHa104。在1950年（昭和25年）引入至栃尾電鐵。在1959年（昭和34年），東洋工機進行車身翻新、間接控制化和改裝為垂直架懸式驅動方式。另外也把車頭的三塊車窗變為貫通式一塊。
- MoHa208（日语：草軽電気鉄道モハ100形電車#モハ208（←草軽モハ103）） - 前草輕電氣鐵道MoHa100形MoHa103。在1950年（昭和25年）引入至栃尾電鐵。在1955年（昭和30年），列車進行改裝，安裝了神鋼電氣製造的電動機（垂直架懸式驅動方式）。這是栃尾線真正第一架架懸式驅動方式的車輛。後來改裝為拖卡，成為SaHa301。
- MoHa209（日语：栃尾鉄道モハ209形電車） - 在1952年（昭和27年）由自家工場製造。車輛造型比較特別，就像一架電力機車。車輛前後兩端均設有較深的甲板，車頭中央設有梯子，車身右邊設有乘務員專用車門。列車設有4個電動機，車尾的兩個電動機輸出功率為42kW（軸懸式驅動方式）。靠近中央的兩個電動機輸出功率為56kW（安裝於車尾，透過傳動軸連接轉向架）。這是少見的使用兩種驅動方式的電動列車。由於此列車的總輸出功率高於ED51（195.2kW），因此實際可以被當作電力機車。在部分區間廢除時退役。
- MoHa210（日语：栃尾鉄道モハ210形電車） - 在1954年（昭和29年）由自家工場製造。為了減輕車輛重量，車身使用鋁合金製造。車輛配備了十字座位，以吸引乘客乘坐，並且附上了浪漫車的名字[51]。車輛的特徵是屋頂比較淺和平坦。在1970年（昭和45年）3月變為拖卡KuHa112。在部分區間廢除時退役。
- MoHa211（日语：栃尾電鉄モハ211形電車） - 在1950年（昭和25年）由自家工場製造。原本是一架客車HoHa21→KuHa30。在1956年（昭和31年）安裝電力裝置（垂直架懸式驅動方式）。在安裝電力裝置時，也進行了延長底盤等大規模改裝工程。車輛改裝後，屋頂變得淺和平坦。在部分區間廢除時退役。
- MoHa212（日语：栃尾電鉄モハ212形電車） - 在1957年（昭和32年）由東洋工機（日语：東洋工機）製造。最初使用垂直架懸式驅動方式，為一架13米級大型車輛。後來增購3輛同型列車（MoHa213-215）。車輛沒有門檻和頂板。車頭設有貫通門。整個車身都是金屬製。乘車門的車窗比較高，風格比較獨特。MoHa213和214在部分區間廢除時退役，其餘車輛在全線廢線前仍然使用。MoHa215在全線廢線前的1974年，已經把集電弓撤去，變成一架拖卡[q]。
- MoHa216·217（日语：栃尾電鉄モハ212形電車） - 在1964〜1965年（昭和39〜40年）由東洋工機製造。驅動方式變更為軸懸式驅動方式。車身與MoHa212-215相似，但是乘務員車門安裝在駕駛室右邊。在右邊車身的車窗由2段變為1段。在全線廢除前一直服役。
- KuHa101-104 - 在1966〜1967年（昭和41〜42年）由東洋工機製造。與MoHa212-217使用同一款車身的控制車。KuHa101和102是靠近悠久山一方，103則靠近上見一方。在1967年，三輛車全部組裝完畢後，靠近上見一方的車輛編號變為單數，靠近悠久山一方則為雙數，KuHa101便改為KuHa104。在全線廢除前一直服役。
- KuHa111 - 參見「#客車」HoHa23。。在全線廢線後，此車輛與1架棚車（編號不詳）被遷移至見附市坂井町，舊國道8號（現時：縣道498號線（日语：新潟県道498号長岡中之島見附線））上的得來速・明治村作靜態保存，後來被拆毀。
- SaHa301-303 - 參見上方的MoHa101・102和MoHa208。
- SaHa306 - 參見上方的MoHa200。

### 貨車、行李守車
- NiFu16 - 前青梅鐵道KaFu2[48]。
- NiFu17・18・22 - 在1944年（昭和19年）由新潟鐵工所製造的半鋼製行李守車。前岩瀨煤礦敞車To20形，後來由自家改裝為行李守車。
- NiFu19-21 - 在1944年（昭和19年）由新潟鐵工所製造的木製行李守車。前岩瀨煤礦敞車To20形，後來由自家改裝為行李守車。
- NiFu23 - 前草輕電氣鐵道KoWaFu113。
- Wa10形 - 在1915〜1929年（大正4〜昭和4年）由自家工場製造的木製兩軸棚車。
- To20形 - 在1944年（昭和19年）由新潟鐵工所製造。前岩瀨煤礦木製轉向架敞車。上述提及，部分車輛改裝為有蓋行李車。
- YuKi1形 - 在1949年（昭和24年）由棚車Wa3改改為旋轉式除雪車。在車頂上設有集電弓。關於設有集電弓的旋轉式除雪車，於日本內只有此車與旭川電氣軌道的除雪車。但是使用成果不太好，因此在1958年（昭和33年）退役。
- YuKi2形 - 在1954年（昭和29年）由敞車To12（前魚沼輕便線GeTo212，在1949年（昭和24年）引入至栃尾鐵道）改裝為私鐵唯一一架喬丹式除雪車。在栃尾線廢線前還在服役。

### 車輛數目的變遷
| 年度      | 機車 | 機車 | 內燃列車 | 電動列車 | 客車 | 貨車 | 貨車 |
| 年度      | 蒸氣 | 電力 | 內燃列車 | 電動列車 | 客車 | 棚車 | 敞車 |
| --------- | ---- | ---- | -------- | -------- | ---- | ---- | ---- |
| 1914      | 2    |      |          |          | 4    | 4    | 10   |
| 1915      | 3    |      |          |          | 6    | 10   | 13   |
| 1916      | 4    |      |          |          | 8    | 10   | 13   |
| 1917      | 4    |      |          |          | 12   | 8    | 15   |
| 1918-1920 | 3    |      |          |          | 14   | 8    | 15   |
| 1921      | 4    |      |          |          | 14   | 8    | 15   |
| 1922      | 4    |      |          |          | 14   | 14   | 19   |
| 1923-1924 | 5    |      |          |          | 14   | 14   | 19   |
| 1925      | 5    |      | 1        |          | 16   | 14   | 11   |
| 1926      | 4    |      |          |          | 16   | 14   | 13   |
| 1927      | 5    |      | 2        |          | 16   | 18   | 17   |
| 1928      | 6    |      | 2        |          | 16   | 18   | 17   |
| 1929-1930 | 6    |      | 5        |          | 16   | 18   | 17   |
| 1931      | 6    |      | 6        |          | 12   | 18   | 17   |
| 1932-1933 | 6    |      | 7        |          | 12   | 18   | 17   |
| 1934      | 6    |      | 7        |          | 12   | 18   | 15   |
| 1935      | 5    |      | 7        |          | 12   | 18   | 15   |
| 1936-1937 | 4    |      | 7        |          | 12   | 18   | 14   |
| 1946      | 4    |      | 6        |          | 9    | 18   | 10   |
| 1948      | 3    | 1    | 1        | 6        | 11   | 17   | 10   |
| 1950      | 1    | 2    | 0        | 8        | 16   | 23   | 17   |
| 1955      | 1    | 2    |          | 11       | 11   | 25   | 20   |
| 1957      | 0    | 2    |          | 12       | 19   | 15   | 20   |
| 1970      |      | 1    |          | 11       | 21   | 0    | 17   |

- 資料取自各年度版《鐵道院年報》、《鐵道院鐵道統計資料》、《鐵道省鐵道統計資料》、《鐵道統計資料》、《鐵道統計》，以及高井薰平《輕便追想》NEKO PUBLISHING，1997年，212頁。

## 注腳

## 外部連結
- 五萬分之一地形圖 （页面存档备份，存于） （史丹佛大學圖書館）- 在明治44年測量，昭和6年修訂主要部分測量及修訂微型地圖（參謀本部）
  - 長岡 https://purl.stanford.edu/cv833tr9999 （页面存档备份，存于）
  - 三條 https://purl.stanford.edu/zx896kk5583 （页面存档备份，存于）
- 栃尾鐵道案內（國立國會圖書館數碼化收藏）
  - 栃尾鐵道唱歌 （页面存档备份，存于）
  - 栃尾鐵道路線圖 （页面存档备份，存于）（大正4年開業時）